# Canonica d’Adda

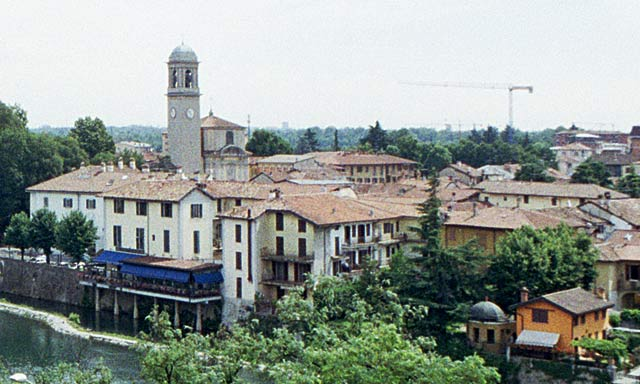
Widok na miasto gminne

Canonica d’Adda – miejscowość i gmina we Włoszech, w regionie Lombardia, w prowincji Bergamo.
Według danych na styczeń 2009 gminę zamieszkiwało 4421 osób przy gęstości zaludnienia 1395 os./1 km².